# Jourian
Jourian è una città dell'India di 3.628 abitanti, situata nel distretto di Jammu, nel territorio del Jammu e Kashmir. In base al numero di abitanti la città rientra nella classe VI (meno di 5.000 persone).

## Geografia fisica
La città è situata a 32° 51' 09 N e 74° 34' 38 E.

## Società

### Evoluzione demografica
Al censimento del 2001 la popolazione di Jourian assommava a 3.628 persone, delle quali 1.840 maschi e 1.788 femmine. I bambini di età inferiore o uguale ai sei anni assommavano a 421, dei quali 226 maschi e 195 femmine. Infine, coloro che erano in grado di saper almeno leggere e scrivere erano 2.711, dei quali 1.495 maschi e 1.216 femmine.